# The Suicide of Western Culture
The Suicide of Western Culture (TSOWC) és un duet català de música electrònica en anglès. Es van donar a conèixer el 2010 i des de llavors han tocat la seva música en alguns dels principals esdeveniments musicals a nivell europeu: SXSW, FYF Festival, The Great Escape, Eurosonic, C/O Pop, Wilsonic, Popkomm, Primavera Sound, Sónar, Rockomotives, Vienna Electronic Beats, Li Fest, Canadian Music Week. El seu estil és un post-rock futurista vestit de noise i krautrock i servit amb teclats i pedals.

## Discografia

### Àlbums
- 2010: The Suicide of Western Culture
- 2013: Hope Only Brings Pain
- 2015: Long Live Death! Down With Intelligence![5]
- 2017: B Map 1917+100 (amb Fermin Muguruza)[6]

### EP
- 2012: From Our Apartment's Window
- 2015: Still Breathing But Already Dead
- 2015: Dysplasia[7]

### Senzill
- 2013: Love Your Friends, Hate Politicians

### Compilacions
- 2011: Remixes